# Henri Gouhier
Henri Gouhier (ur. 5 grudnia 1898 w Auxerre, zm. 31 marca 1994 w Paryżu) – francuski historyk filozofii i teoretyk teatru.

## Życie
Początkowo uczył filozofii w Lycée w  Troyes (1925-1928), później na Université Lille Nord de France (1929-1940) i na Uniwersytet w Bordeaux (1940-1941), a w końcu na Uniwersytecie Paryskim (1941-1968). 
Od 1979 był członkiem Akademii Francuskiej. W 1988 otrzymał Prix mondial Cino Del Duca. Za swoje zasługi uzyskał liczne odznaczenia: Komandorię Legii Honorowej, Narodowym Orderem Zasługi (Ordre national du Mérite), Orderem Sztuki i Literatury (Ordre des Arts et des Lettres).

## Prace naukowe
- 1924 La Pensée religieuse de Descartes  (Vrin)
- 1926 La Philosophie de Malebranche et son expérience religieuse (Vrin)

La Vocation de Malebranche (Vrin)
- 1928 Notre ami Maurice Barrès (Aubier)
- 1929 Malebranche, Méditations chrétiennes (Aubier)

Malebranche, Textes et Commentaires (Gabalda)
- 1931 La Vie d’Auguste Comte (Gallimard)
- 1933 La Jeunesse d’Auguste Comte et la formation du positivisme. Tome 1: Sous le signe de la liberté (Vrin)
- 1936 La Jeunesse d’Auguste Comte et la formation du positivisme. Tome 2: Saint-Simon jusqu’à la Restauration (Vrin)
- 1937 Essais sur Descartes, réédité en 1973 (traduction japonaise, 1985) (Vrin)
- 1941 La Jeunesse d’Auguste Comte et la formation du positivisme. Tome 3: Auguste Comte et Saint-Simon (Vrin)
- 1942 Maine de Biran, Œuvres choisies, avec introduction et notes (Aubier)
- 1943 Auguste Comte, Œuvres choisies, avec introduction et notes (Aubier)

La Philosophie et son histoire (Vrin)
L’Essence du théâtre (traduction espagnole, 1954; japonaise, 1976) (Plon)
- 1947 Les Conversions de Maine de Biran (Vrin)
- 1952 Le Théâtre et l’Existence (Aubier)

L’Histoire et sa philosophie (Vrin)
- 1954 Maine de Biran, journal, édition intégrale (La Baconnière)
- 1958 L’Œuvre théâtrale (traduction espagnole, Buenos Aires, 1978) (Flammarion)

Les Premières Pensées de Descartes, Contribution à l’histoire de l’Anti-Renaissance (Vrin)
- 1959 Œuvres de Malebranche, en collaboration avec A. Robinet (Vrin)
- 1961 Bergson et le Christ des Évangiles (traduction italienne, 1967) (Fayard)

La Pensée métaphysique de Descartes (Vrin)
- 1966 Les Grandes Avenues de la pensée philosophique en France depuis Descartes (Publications universitaires de Louvain)

Pascal, les Provinciales, préface: La Tragédie des Provinciales (Le Livre de poche)
Pascal, Commentaires  (Vrin)
Maine de Biran, De l’existence, Textes inédits (Vrin)
- 1967 Benjamin Constant, Les Écrivains devant Dieu (Desclée de Brouwer)
- 1968 Jean-Jacques Rousseau, Lettre à Voltaire, Lettres morales, Lettre à Christophe de Beaumont, archevêque de paris, Lettre à M. de Franquières dans œuvres complètes de Jean-Jacques Rousseau, tome IV (Bibliothèque de la Pléiade)
- 1970 Les Méditations métaphysiques de Jean-Jacques Rousseau (Vrin)

Maine de Biran par lui-même (Le Seuil)
- 1971 Le Combat de Marie Noël (Stock)
- 1972 Renan auteur dramatique (Vrin)
- 1973 Descartes, Essais sur le Discours de la Méthode, la Morale et la Métaphysique (traduction japonaise, 1985) (Vrin)
- 1974 Pascal et les humanistes chrétiens. L’affaire Saint-Ange (Vrin)

Antonin Arthaud et l’essence du théâtre (Vrin)
- 1976 Filosofia et Religione in Jean-Jacques Rousseau, traduction par Maria Garin (Laterza)

Études d’histoire de la philosophie française (Hildesheim, New York)
- 1977 Fénelon philosophe (Vrin)
- 1978 Cartésianisme et Augustinisme au XVIIe siècle (Vrin)
- 1980 Études sur l’histoire des idées en France depuis le XVIIe siècle (Vrin)
- 1983 Rousseau et Voltaire, portraits dans deux miroirs (Vrin)
- 1986 Blaise Pascal, conversion et apologétique (Vrin)
- 1987 La Philosophie d’Auguste Comte, esquisses (Vrin)

L’Anti-Humanisme au XVIIe siècle (Vrin)
- 1989 Le Théâtre et les arts à deux temps (Flammarion)

Bergson dans l’histoire de la pensée occidentale (Vrin)
Benjamin Constant devant la religion (Desclée de Brouwer)
- 1992 Trois essais sur Étienne Gilson (Vrin)